# Leisure Suit Larry Goes Looking for Love (In Several Wrong Places)
Leisure Suit Larry Goes Looking for Love (In Several Wrong Places) ist ein grafisches Adventure-Computerspiel, das 1988 für DOS-PC erschien. 1989 erfolgte eine Portierung für Atari ST und Amiga. 2013 erfolgte eine digitale Wiederveröffentlichung bei GOG.com. Bei Steam erschien es 2017 als Leisure Suit Larry 2: Looking for Love (In Several Wrong Places) mit vorkonfigurierter ScummVM. Es ist der zweite Teil innerhalb der Leisure Suit Larry Computerspielreihe und der direkte Nachfolger zu Leisure Suit Larry in the Land of the Lounge Lizards. Mit Leisure Suit Larry 3: Passionate Patti auf der Suche nach vibrierenden Muskeln existiert ein direkter Nachfolger.

## Handlung
Die Geschichte knüpft an das Ende des ersten Teils in der Larry Laffer eine romantische Nacht mit seiner Traumfrau Eve verbringt. Diese setzt ihn jedoch vor die Tür und Larry muss ohne Bargeld durch Los Angeles streifen. Er gewinnt bei einer Flirtshow eine luxuriöse Kreuzfahrt und den Hauptpreis im Lotto. Jedoch gerät er auch zufällig an die Mikrofilme des bösen Doktor Nonookee und muss dessen Schergen und dem KGB entkommen.

## Entwicklung
Zunächst arbeitete Al Lowe die Geschichte an seinem Macintosh aus und begann dann die ersten Szenen zu skripten. Als Erstes die Laufwege und die Platzierung der Charaktere, anschließend die Aktionen. Dabei werden die Szenen innerhalb von Sekunden in der Entwicklungsumgebung lauffähig und kontinuierlich getestet, sodass in vielen kleinen Schritten gearbeitet werden kann. Drei Grafiker teilten sich Hintergründe, Animationen und Sprites auf.
Der Spinatdip, den Larry Laffer loswerden muss, spielt auf ein tatsächliches Ereignis, in der Sierra-Mitarbeiter die Veröffentlichung des Vorgängers bei Al Lowe zu Hause feierten und im Nachgang an einer schweren Magenverstimmung litten, die die gesamte Firma lahmlegte. Die Szene am Flughafen stammte aus dem Mexiko-Urlaub von Al Lowe. Ebenso basiert die Suche nach dem Hotel in der Dschungelszene auf wahren Begebenheiten. Als Kopierschutz fragt das Spiel Telefonnummern von Damen aus dem Handbuch ab.
Fans entwickelten ein Point-and-Click-Adventure-Computerspiel-Remake mit Adventure Game Studio.

## Rezeption
Werner Hiersekorn von Amiga Joker lobte die Animationen und die zahlreichen Gags. Die Geräuschkulisse bliebe hingegen hinter den Erwartungen zurück. Matthias Siegk von Aktueller Software Markt benannte es als Pflichttitel für Genrefans. Es sei hochwertig produziert und böte viel Spielwitz. Inhaltlich mische es gekonnt James Bond und Emmanuelle. Den Power Play Redakteuren gefielen die logischen Rätsel, die in eine unterhaltsame Geschichte verpackt seien und viel Umfang böten. Negativ wurden die Zwischensequenzen bewertet, in denen dem Spieler die Kontrolle genommen wird.
In einer Retrospektive machte Matthias Mangelsdorf von Adventure Corner starke Mängel im Spielprinzip aus. Die zahlreichen Bildschirmtode des Protagonisten und die zahlreichen Sackgassen seien frustrierend. Die Produktplatzierung von weiteren Sierra-Spielen sei unpassend.